# Beckiella recta
Beckiella recta är en kvalsterart som beskrevs av Balogh och Sandór Mahunka 1978. Beckiella recta ingår i släktet Beckiella och familjen Dampfiellidae. Inga underarter finns listade.